# (Pronounced ’Lĕh-’nérd ’Skin-’nérd)
(Pronounced ’Lĕh-’nérd ’Skin-’nérd) ist das Debütalbum der US-amerikanischen Rockband Lynyrd Skynyrd. Es erschien im August 1973 via MCA.

## Hintergrund
Nachdem Al Kooper 1973 Lynyrd Skynyrd während eines einwöchigen Gastspiels der Band im Funochio-Club in Atlanta kennenlernte, nahm er sie für sein Label Sounds of the South, einem Ableger von MCA Records, unter Vertrag. Die Aufnahmen zu (Pronounced ’Lĕh-’nérd ’Skin-’nérd) begannen Ende März und dauerten bis Anfang Mai 1973 und fanden im Studio One, Doraville, Georgia statt. Der Bassist Leon Wilkeson fühlte sich noch zu jung für ein professionelles Musikerleben, so dass er kurz vor den Tonaufzeichnungen ausstieg. Die Bassläufe wurden daher größtenteils von Ed King eingespielt, den die Band von gemeinsamen Auftritten mit Strawberry Alarm Clock kannte und kurzfristig überzeugen konnte in die Gruppe einzusteigen. Jedoch überlegte Wilkeson es sich anders und kehrte kurz nach Abschluss der Aufnahmen zur Band zurück. Daher ist er trotzdem auf den Gruppenfotos des Covers zu sehen. King wechselte daraufhin an die Gitarrenposition, so dass das für Lynyrd Skynyrd typische Line-Up mit drei Gitarristen entstand und es der Band möglich war, den auf dem Album gezeigten Mehrfachgitarrensound auch live zu bieten. Der Titel des Albums bzw. der Gruppe ist eine Abwandlung des Namens eines ehemaligen Sportlehrers einiger Gruppenmitglieder an der Robert E. Lee High School in Jacksonville, der genau auf die Umsetzung der damaligen Kleiderordnung an der Schule achtete, die längere Haare für männliche Schüler verbot. Im Herbst des Jahres gingen Lynyrd Skynyrd als Vorgruppe für The Who und deren Rockoper Quadrophenia auf eine Amerikatour, die zur Popularität der Band und ihres Debütalbums beitrugen.

## Titelliste
1. I Ain’t the One (Gary Rossington, Ronnie Van Zant) – 3:53
2. Tuesday’s Gone (Allen Collins, Ronnie Van Zant) – 7:32
3. Gimme Three Steps (Allen Collins, Ronnie Van Zant) – 4:30
4. Simple Man (Gary Rossington, Ronnie Van Zant) – 5:57
5. Things Goin’ On (Gary Rossington, Ronnie Van Zant) – 5:00
6. Mississippi Kid (Al Kooper, Ronnie Van Zant, Bob Burns) – 3:56
7. Poison Whiskey (Ed King, Ronnie Van Zant) – 3:13
8. Free Bird (Allen Collins, Ronnie Van Zant) – 9:09

### 2001 CD-Neuveröffentlichung Bonus-Tracks
1. Mr. Banker (Demo) (Ed King, Gary Rossington, Ronnie Van Zant) – 5:23
2. Down South Jukin’ (Demo) (Gary Rossington, Ronnie Van Zant) – 2:57
3. Tuesday’s Gone (Demo) (Allen Collins, Ronnie Van Zant) – 7:56
4. Gimme Three Steps (Demo) (Allen Collins, Ronnie Van Zant) – 5:20
5. Free Bird (Demo) (Allen Collins, Ronnie Van Zant) – 11:09

## Besetzung
Band
- Ronnie Van Zant – Gesang
- Gary Rossington – Lead-Gitarre auf Lied Nr. 2, Nr. 3, Nr. 4, Nr. 5 und Nr. 7, Rhythmus-Gitarre bei allen anderen, Slide-Gitarre auf Lied Nr. 8
- Allen Collins – Lead-Gitarre auf Lied Nr. 1, Nr. 4 und Nr. 8, Rhythmus-Gitarre bei allen anderen.
- Ed King – Lead-Gitarre auf Lied Nr. 6, Bass auf allen Liedern außer Lied Nr. 2 und Nr. 6
- Billy Powell – Keyboards
- Bob Burns – Schlagzeug außer bei Lied Nr. 2
- Leon Wilkeson – Nicht an den Aufnahmen beteiligt. Auf dem Originalplattencover in der Besetzungsliste erwähnt mit der Bemerkung: Bass for the group up until the album was cut, rejoined shortly thereafter. Composed many of the bass guitar played on the album by Ed.[7]

Zusätzliche Beiträge
- Al Kooper alias Roosevelt Gook – Bass auf Lied Nr. 2, Orgel auf Lied Nr. 4, Nr. 7 und Nr. 8, Mellotron auf Lied Nr. 2, Mandoline auf Lied Nr. 6
- Robert Nix – Schlagzeug auf Lied Nr. 2
- Bobbye Hall – Percussion auf Lied Nr. 3 und Lied Nr. 5
- Steve Katz – Mundharmonika auf Lied Nr. 6[8]

## Rezeption
Das Album erhielt größtenteils sehr gute Kritiken. Es wird allgemein als eines der wichtigsten Alben des Southern Rock angesehen.
- Der Musikjournalist Robert Christgau schrieb, im Gegensatz zu anderen Gruppen der Post-Allman-Brothers-Band-Zeit wie ZZ Top, Marshall Tucker Band oder Wet Willie sei hier der Mangel an Virtuosität ein Vorteil, da er zu guten Songs inspirieren würde. Van Zants Texte würden sich außerdem gut von stupiden Redneck-Klischees abheben. (Pronounced ’Lĕh-’nérd ’Skin-’nérd) wäre eine clevere Produktion von Al Kooper. In der Bewertung bekam das Album ein A.[9]
- Auf AllMusic schrieb Stephen Thoms Erlewine, im Gegensatz zu der Allman Brothers Band würden Lynyrd Skynyrd den Southern Rock noch mehr verkörpern. Es würde nur wenige Debütalben geben, die so roh und kompromisslos seien und gleichzeitig die Gruppe so selbstsicher und vollständig ausgeformt zeigten. Der Sound sei vertraut aber auch völlig einzigartig. (Pronounced ’Lĕh-’nérd ’Skin-’nérd) sei die Geburt einer großartigen Band, die mit diesem Album ein ganzes Genre erzeugt hätte. In der Bewertung wurden fünf von fünf Sternen vergeben.[10]
- Auf Sputnikmusic schrieb Zesty Mordant, das Songwriting des Albums sei wirklich erstaunlich und die Musik würde tagelang im Gedächtnis bleiben. (Pronounced ’Lĕh-’nérd ’Skin-’nérd) sei eins von den entscheidenden Alben, die das Southern-Rock-Genre bestimmt und gegründet hätte. In der Bewertung bekam es fünf von fünf Punkten.[11]

## Kommerzieller Erfolg

### Chartplatzierungen
(Pronounced ’Lĕh-’nérd ’Skin-’nérd) erreichte Platz 27 der Billboard 200.
| ChartsChartplatzierungen       | Höchstplatzierung | Wochen |
| ------------------------------ | ----------------- | ------ |
| Vereinigte Staaten (Billboard) | 27 (79 Wo.)       | 79     |

### Auszeichnungen für Musikverkäufe
Es wurde von der RIAA im Dezember 1974 mit Gold, im Juli 1987 mit Platin und Doppel-Platin ausgezeichnet.
| Land/Region                  | Auszeichnungen für Musikverkäufe (Land/Region, Auszeichnung, Verkäufe) | Verkäufe  |
| ---------------------------- | ---------------------------------------------------------------------- | --------- |
| Neuseeland (RMNZ)            | Gold                                                                   | 7.500     |
| Vereinigte Staaten (RIAA)    | 2× Platin                                                              | 2.000.000 |
| Vereinigtes Königreich (BPI) | Gold                                                                   | 100.000   |
| Insgesamt                    | 2× Gold · 2× Platin ·                                                  | 2.107.500 |